# کایلاش ساتیارتی
کایلاش ساتیارتی (به هندی: कैलाश सत्यार्थी) (زادهٔ ۱۱ ژانویهٔ ۱۹۵۴) فعال حقوق کودکان اهل هندوستان است. او از دهه ۱۹۹۰ میلادی برای بهبود وضعیت کودکان کار در هند در تلاش بوده‌است و ده‌ها هزار کودک هندی که به کار اجباری گمارده شده بودند به همت او و همکارانش به بازپروری و تحصیل روی آورده‌اند.
کایلاش ساتیارتی برای بیش از دو دهه تلاش در زمینه حقوق کودکان، در سال ۲۰۱۴ جایزه صلح نوبل را به‌طور مشترک با ملاله یوسف‌زی دریافت نمود.